# High Road (Night Ranger)
High Road è l'undicesimo album in studio del gruppo musicale statunitense Night Ranger, pubblicato il 10 giugno 2014 dalla Frontiers Records.

## Tracce
1. High Road – 3:54 (Colin Blades, Jack Blades, Brad Gillis, Kelly Keagy)
2. Knock Knock Never Stop – 3:41 (Jack Blades, Brad Gillis, Kelly Keagy)
3. Rollin' On – 4:44 (Jack Blades, Brad Gillis, Kelly Keagy)
4. Don't Live Here Anymore – 5:39 (Jack Blades, Brad Gillis, Kelly Keagy, Eric Levy)
5. I'm Coming Home – 4:50 (Jack Blades, Brad Gillis, Joel Hoekstra, Kelly Keagy)
6. X Generation – 4:56 (Jack Blades, Brad Gillis, Kelly Keagy)
7. Only for You Only – 4:38 (Jack Blades, Brad Gillis, Kelly Keagy, Eric Levy)
8. Hang On – 5:38 (Jack Blades, Brad Gillis, Kelly Keagy)
9. St. Bartholomew – 4:26 (Jack Blades, Brad Gillis, Kelly Keagy)
10. Brothers – 4:30 (Jack Blades, Brad Gillis, Kelly Keagy, Eric Levy)
11. L.A. No Name – 4:26 (Jack Blades, Joel Hoekstra)

## Formazione
- Jack Blades – voce, basso
- Joel Hoekstra – chitarra
- Brad Gillis – chitarra
- Eric Levy – tastiere
- Kelly Keagy – batteria, voce